# NGC 1729
NGC 1729 ist eine spiralförmige Radiogalaxie vom Hubble-Typ Sc im Sternbild Orion nördlich der Ekliptik. Sie ist schätzungsweise 158 Millionen Lichtjahre von der Milchstraße entfernt und hat eine Ausdehnung von etwa 330.000 Lichtjahren. Vom Sonnensystem aus entfernt sich die Galaxie mit einer errechneten Radialgeschwindigkeit von näherungsweise 3.600 Kilometern pro Sekunde. In ihrem Spiralarm befindet sich die Zwerggalaxie PGC 3690640.
Sie ist Teil der sieben Mitglieder zählenden Lyons Groups of Galaxies LGG 123 um NGC 1700.
Das Objekt wurde von dem deutsch-britischen Astronomen Wilhelm Herschel am 1. Februar 1786 mithilfe seines 18,7-Zoll-Spiegelteleskops entdeckt.

## Galaktisches Umfeld
| Nr. | Galaxie          | Alternativname          | Rek          | Dek          | Distanz/asec |
| --- | ---------------- | ----------------------- | ------------ | ------------ | ------------ |
| →   | NGC 1729         | LEDA/PGC 16529          | 05h00m15.69s | -03d21m09.0s | 0            |
| 1   | LEDA/PGC 3690640 | 2MASX J05001448-0321178 | 05h00m14.50s | -03d21m17.8s | 19.96        |
| 2   | LEDA/PGC 1073163 | 2MASX J05004181-0318105 | 05h00m41.82s | -03d18m10.5s | 430.31       |
| 3   | LEDA/PGC 3080753 | 2MASX J05010144-0326455 | 05h01m01.47s | -03d26m45.3s | 763.59       |
| 4   | LEDA/PGC 1069944 | 2MASX J04595047-0332137 | 04h59m50.50s | -03d32m14.0s | 765.03       |
| 5   | LEDA/PGC 1069627 | 2MASX J04595441-0333457 | 04h59m54.43s | -03d33m45.7s | 820.80       |
| 6   | LEDA/PGC 1076246 | 2MASX J05003606-0306538 | 05h00m36.07s | -03d06m54.0s | 908.09       |
| 7   | LEDA/PGC 1073692 | 2MASX J05011461-0316104 | 05h01m14.60s | -03d16m10.4s | 930.11       |